# Herta Freitag
Herta Freitag   (Viena, 6 de desembre de 1908 - Roanoke, 25 de gener de 2000) va ser una matemàtica jueva austríaca, emigrada als Estats Units.
Herta Taussig (cognom de casada: Freitag) va néixer a Viena, filla d'un editor de premsa i germana del director d'orquestra Walter Taussig. Des de ben jove va voler ser professora de matemàtiques i el 1934 va aconseguir la graduació a la universitat de Viena. Després de ser professora de matemàtiques de secundària uns anys, el 1938, en annexionar-se Àustria a l'Alemanya nazi, la família va emigrar a Anglaterra ja que el seu pare, a més de jueu era un ferm opositor a les polítiques nazis. Els sis anys següents va tenir tota mena de feines, fins i tot de minyona, fins que el 1944 va poder emigrar als Estats Units. Allà va aconseguir una posició docent a la Greer School (un centenar de quilòmetres al nord de Nova York) mentre aprofitava els estius per estudiar a la Universitat de Colúmbia, en la qual va obtenir el màster el 1948. El 1953, va obtenir el doctorat en aquesta mateixa universitat amb una tesi sobre l'ús de la història en l'ensenyament de les matemàtiques a secundària. A partir de 1948 va ser professora del Hollins College (actualment universitat Hollins) fins que el 1971 es va retirar per cuidar el seu marit malalt, Arthur Freitag, amb qui s'havia cassat el 1950. Tot i així, la seva activitat es va intensificar a partir d'aquesta data essent un dels membres més actius de l'Associació Fibonacci.